# Elżbietów (condado de Garwolin)
Elżbietów es un pueblo de Polonia, en Mazovia. Se encuentra en el distrito (Gmina) de Trojanów, perteneciente al condado (Powiat) de Garwolin. Se encuentra aproximadamente a 7 km al norte de Trojanów, 21 km al sureste de Garwolin, y a 77 km al sureste de Varsovia. 
Entre 1975 y 1998 perteneció al voivodato de Siedlce.